# 巴里 (麻薩諸塞州普查規定居民點)
巴里（英語：Barre）是位於美國麻薩諸塞州烏斯特縣的一個普查規定居民點。

## 人口
根據2020年美國人口普查的數據，巴里的面積為4.10平方千米，當中陸地面積為4.10平方千米，而水域面積為0.00平方千米。當地共有人口1029人，而人口密度為每平方千米250.98人。